# Evert Willem Beth

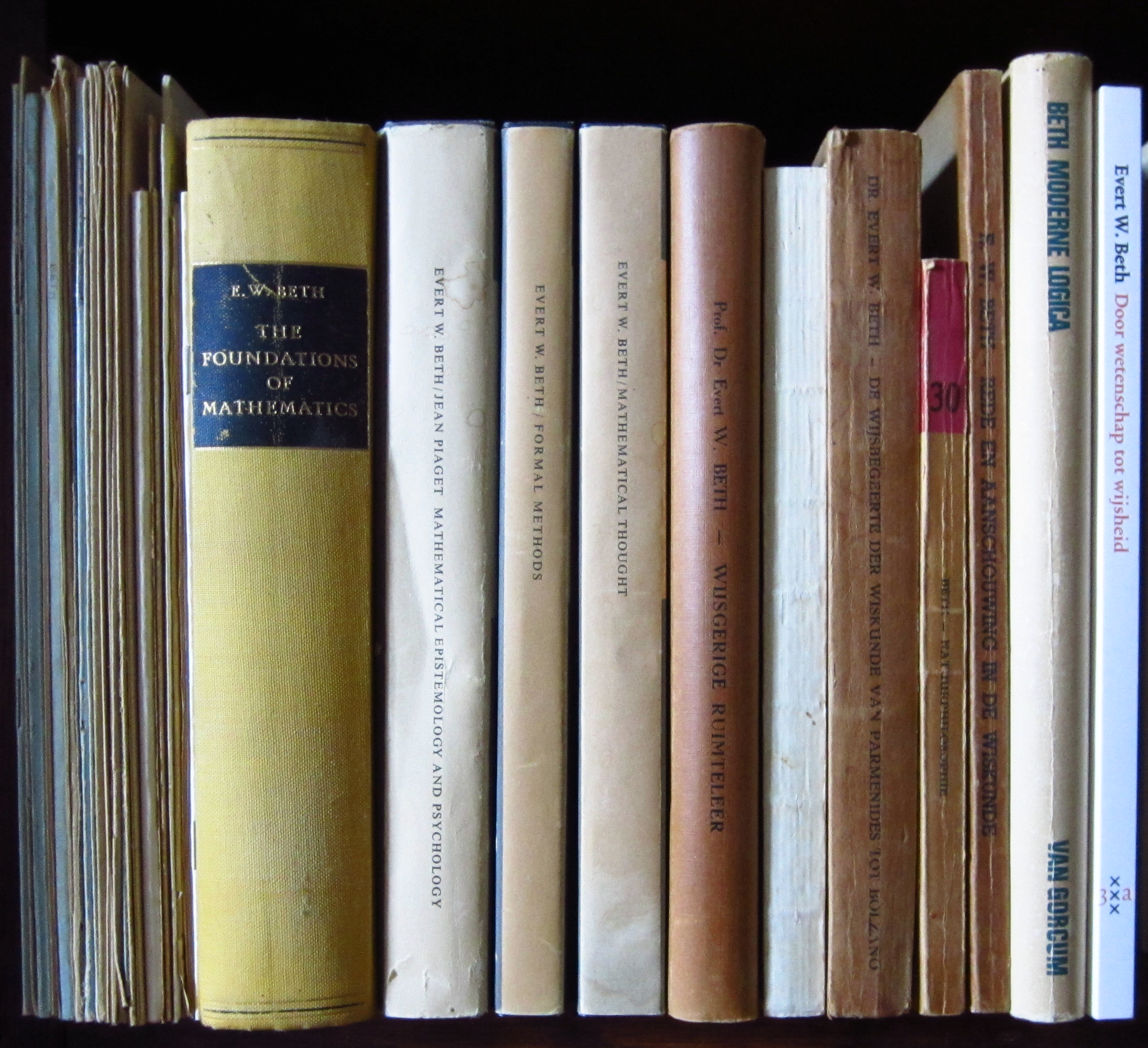

Evert Willem Beth (* 7. Juli 1908  in Almelo (Niederlande); † 12. April 1964 in Amsterdam) war ein niederländischer Logiker und Philosoph.
Er war Lehrer an Oberschulen und von 1946 bis 1964 Professor für mathematische Logik, Geschichte der Logik und Wissenschaftstheorie an der Universität von Amsterdam. 1953 wurde er zum Mitglied der Königlich Niederländischen Akademie der Wissenschaften gewählt.
Beth entwickelte semantische Tafeln, die so genannten Beth-Tableaux als syntaktisches Verfahren zur Behandlung semantischer Probleme von Logikkalkülen.

## Werke (Auswahl)
- De wijsbegeerte der wiskunde van Parmenides tot Bolzano. Standaard Boekhandel, Antwerpen 1944.
- Symbolische Logik und Grundlegung der exakten Wissenschaften (Bibliographische Einführung in das Studium der Philosophie). Francke, Bern 1948.
- Les fondements logiques des mathématiques. 1950.
- The Foundations of Mathematics. Standaard Boekhandel, Amsterdam 1959.
- mit Jean Piaget: pistémologie mathématique et psychologie. Essai sur les relations entre la logique formelle et la pensée réelle. Presses Universitaires de France, Paris 1961.
- Mathematical Thought. An Introduction to the Philosophy of Mathematics. Reidel, Dordrecht 1965.